# Benetússer
Benetússer (em valenciano e oficialmente) ou Benetúser (em castelhano) é um município da Espanha na província de Valência, Comunidade Valenciana. Tem 0,76 km² de área e em 2021 tinha 15 430 habitantes (densidade: 20 302,6 hab./km²).

## Demografia
| Variação demográfica do município entre 1991 e 2004 | Variação demográfica do município entre 1991 e 2004 | Variação demográfica do município entre 1991 e 2004 | Variação demográfica do município entre 1991 e 2004 |
| --------------------------------------------------- | --------------------------------------------------- | --------------------------------------------------- | --------------------------------------------------- |
| 1991                                                | 1996                                                | 2001                                                | 2004                                                |
| 14004                                               | 13961                                               | 13425                                               | 14023                                               |